# NGC 192
NGC 192 je galaksija u zviježđu Kit.

## Vanjske poveznice
- SEDS: NGC 0192